# Město Touškov
Město Touškov är en stad i Tjeckien.   Den ligger i regionen Plzeň, i den västra delen av landet, 90 km väster om huvudstaden Prag. Město Touškov ligger 331 meter över havet och antalet invånare är 1 777.
Terrängen runt Město Touškov är huvudsakligen lite kuperad. Město Touškov ligger nere i en dal. Runt Město Touškov är det mycket tätbefolkat, med 1 266 invånare per kvadratkilometer. Närmaste större samhälle är Plzeň, 9,6 km öster om Město Touškov. Trakten runt Město Touškov består till största delen av jordbruksmark.